# Secuestro aéreo
Secuestro aéreo est une bande dessinée espagnole illustrée par Francisco Ibáñez, appartenant à la franchise Mortadel et Filémon, éditée en 1979.

## Synopsis
Mortadel et Filémon doivent arrêter un pirate de l'air.

## Édition et développement
La bande dessinée a peut-être été inspirée par la sortie, cette année-là, du film Airport 80 Concorde, la dernière suite du film Airport, très populaire à l'époque, mais déjà en perte de vitesse en 1979. Publiée pour la première fois en série dans les nos 460 (26 septembre 1979) à 468 (12 novembre 1979) de la revue Mortadelo, puis réunie en 1994 dans le no 41 de la collection Olé.

## Adaptation
La bande dessinée est adaptée intégralement dans l'épisode de la série télévisée homonyme sous le titre Cas aérien.